# تات‌لی‌کایناک (بتلیس)
تات‌لی‌کایناک {{ترکی|Tatlıkaynak) (به کردی: Xemcor) یک منطقهٔ مسکونی در ترکیه است که در بیتلیس واقع شده‌است. تات‌لی‌کایناک ۲۵۰ نفر جمعیت دارد.